# Ставкирка в Увдале
Ставкирка в Увдале (норв. Uvdal stavkirke) находится в деревне Увдаль в провинции Бускеруд в Норвегии. Церковь была построена в 1168, что подтверждает дендрохронологическая датировка сосны, использованной при строительстве. Рассчитана примерно на 170 человек.

## История строительства

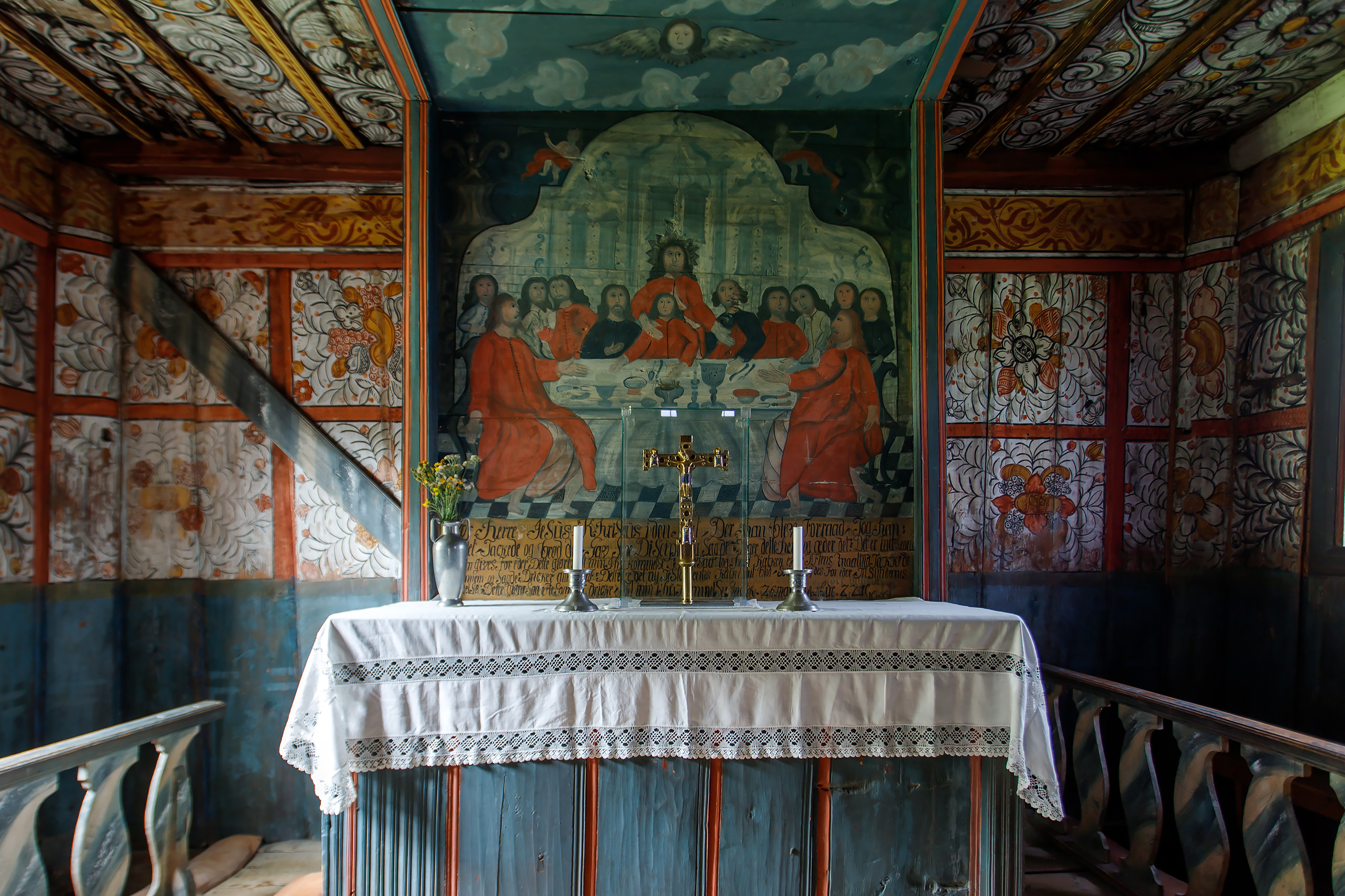
Интерьер ставкирки в Увдале

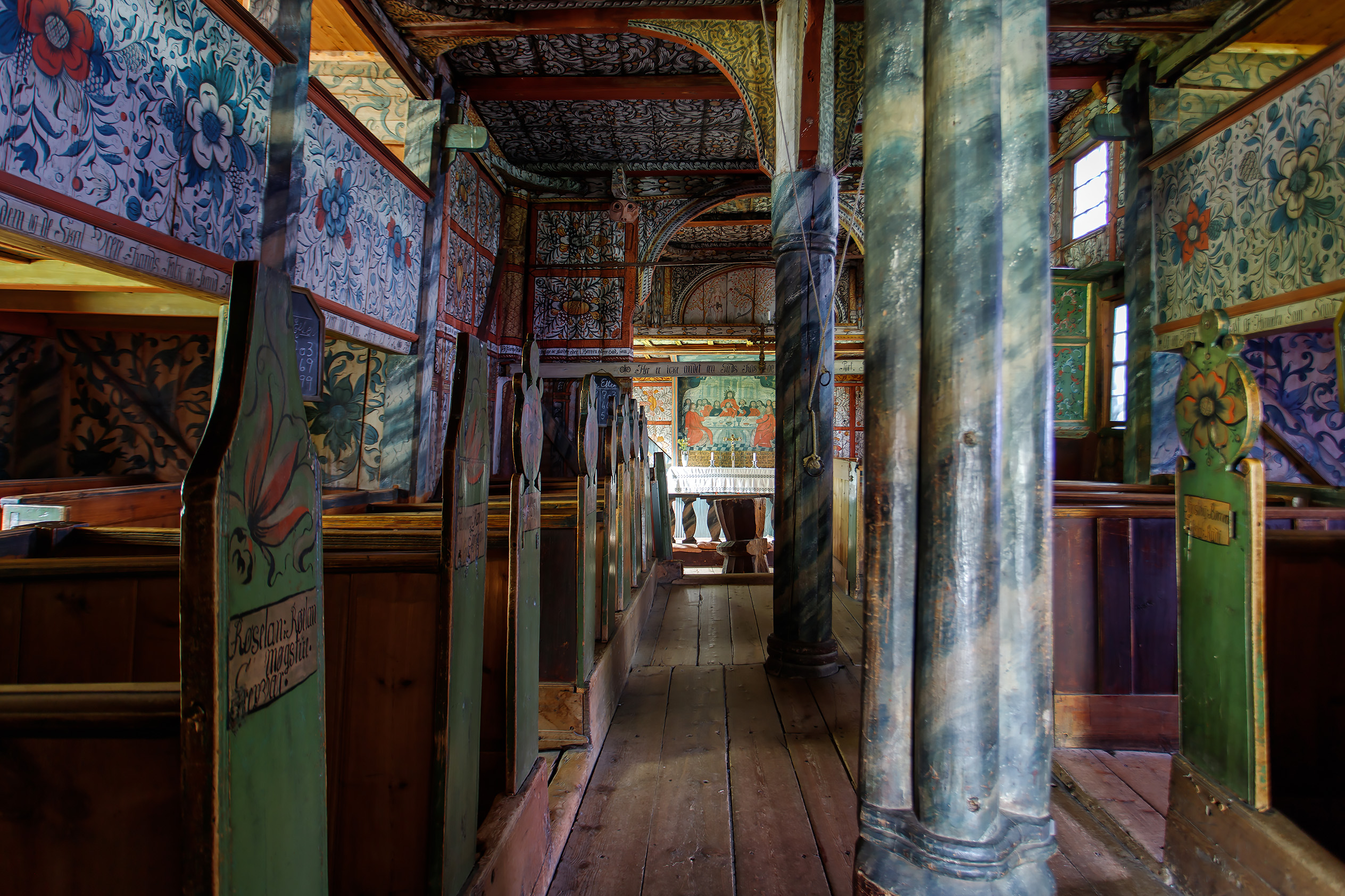
Интерьер ставкирки в Увдале

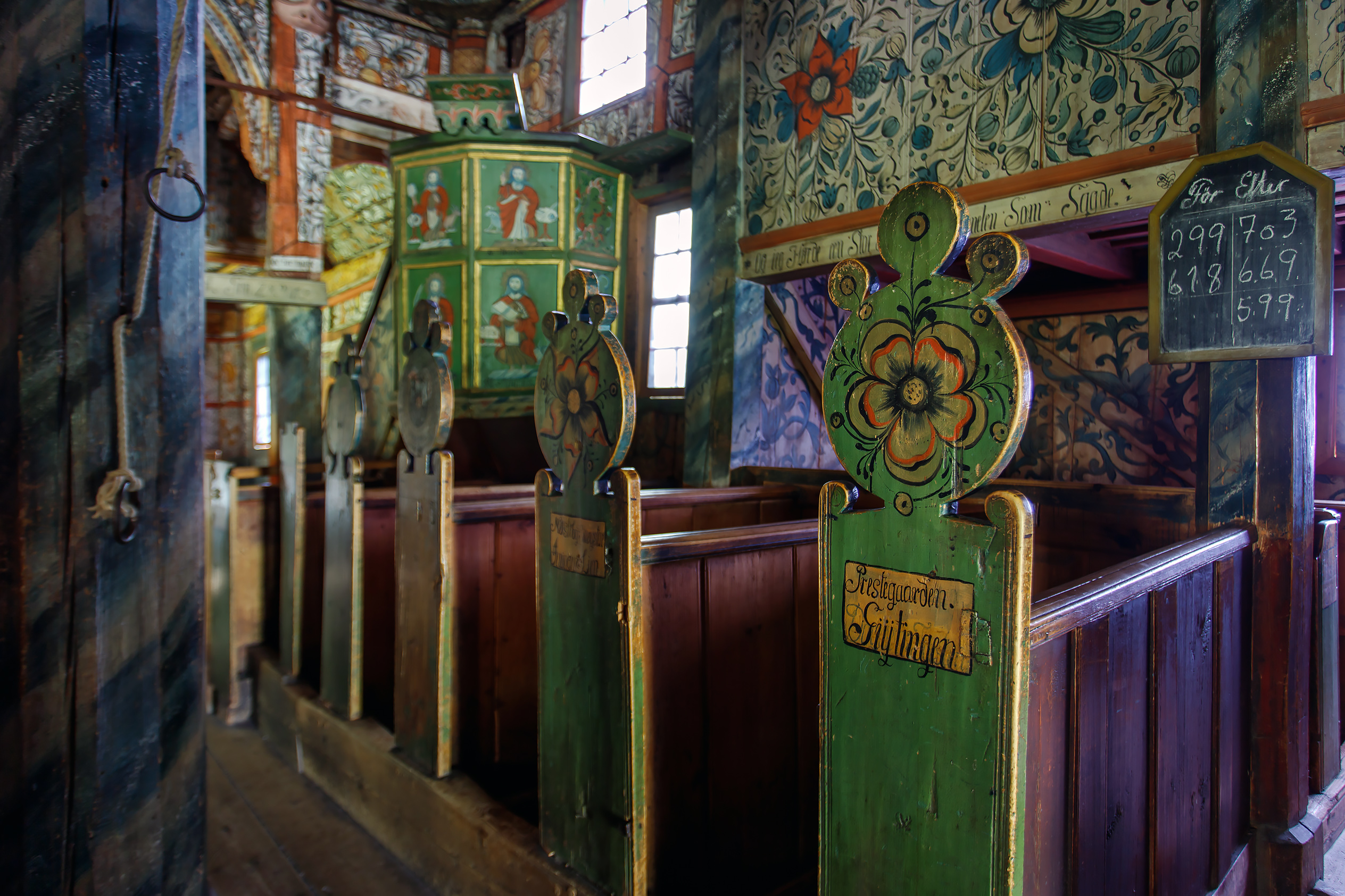
Интерьер ставкирки в Увдале

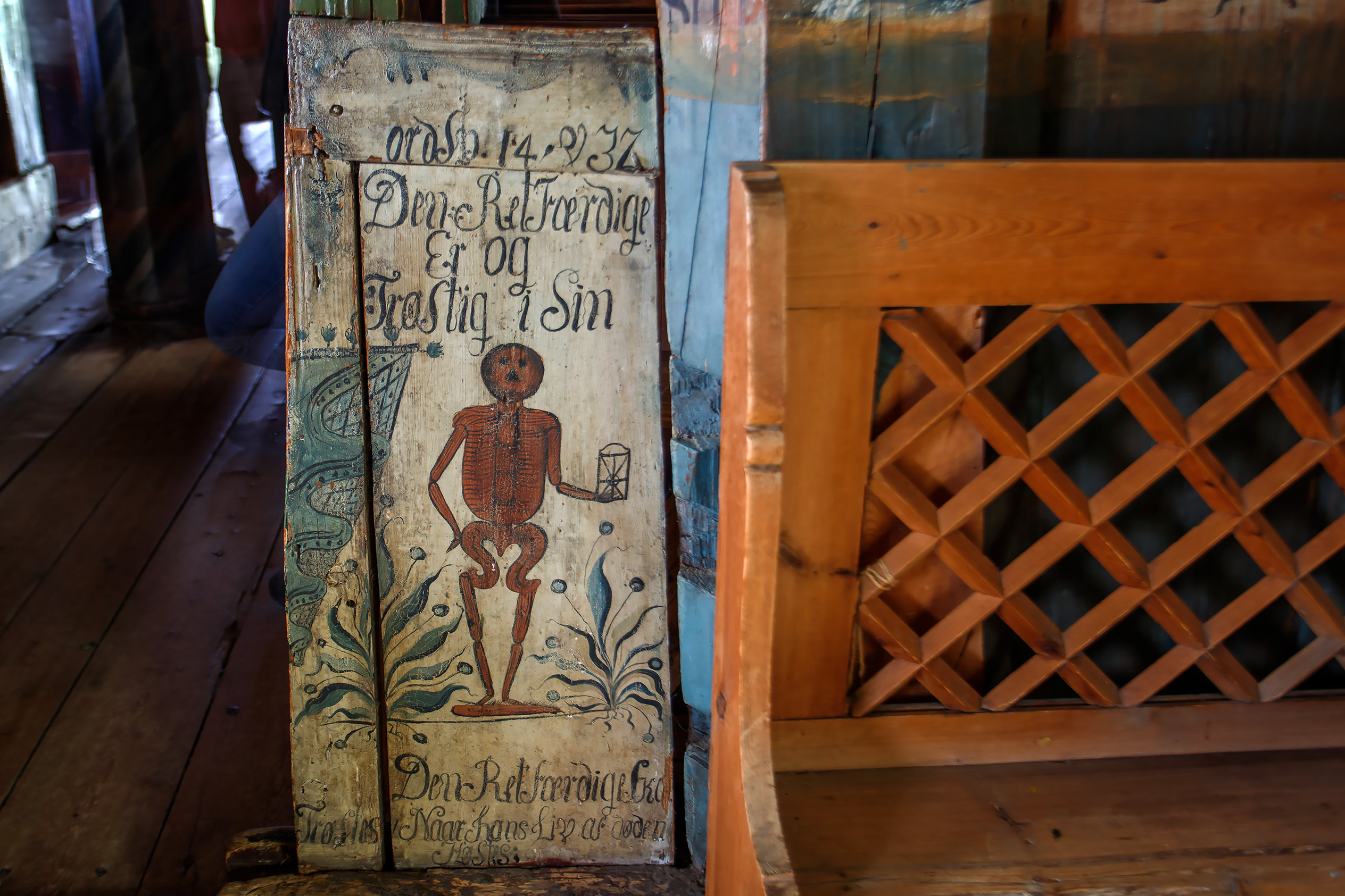
Интерьер ставкирки в Увдале

Археологические раскопки, проводившиеся в 1978 показали, что церковь была построена на руинах прежней церкви. Церковь является типичной для своего времени, но претерпела много изменений и содержит в интерьере элементы Возрождения и рококо. Церкви, создававшиеся в 12 веке были, как правило, очень небольшими, часто не более 40 квадратных метров, и поэтому их часто расширяли, как в период Средневековья, так и после Реформации, проходившей в Норвегии с 1537 года. Впервые упоминается в документах в 1327 году.
Неф церкви был впервые расширен с западной стороны в Средние века, когда оригинальная алтарная апсида был выдвинута, тем самым вытянув алтарь. Алтарь был снесен снова в 1684 году, когда новый и более широкий алтарь был построен, такой же ширины, как и неф. Затем, в период 1721—1723, храм был перестроен в форму креста. В 1819 году к алтарю с севера была добавлена новая ризница.
В 1760 году были обиты наружные стены. Лавки с богато украшенными боковинами датируются 1624 годом. Самая старая часть интерьера была, богато украшена живописью предположительно в 1656 году.
В 1902 году была освящена новая церковь, и встал вопрос о сносе старой церкви, но её выкупили и сейчас ставкирка в Увдале находится под защитой Общества по сохранению норвежских древностей, как и некоторые другие церкви, находящиеся в собственности Общества. Церковь была закрыта для посещения еще в 1883 году, но до сих пор в ней продолжают проводиться службы в летний период. 

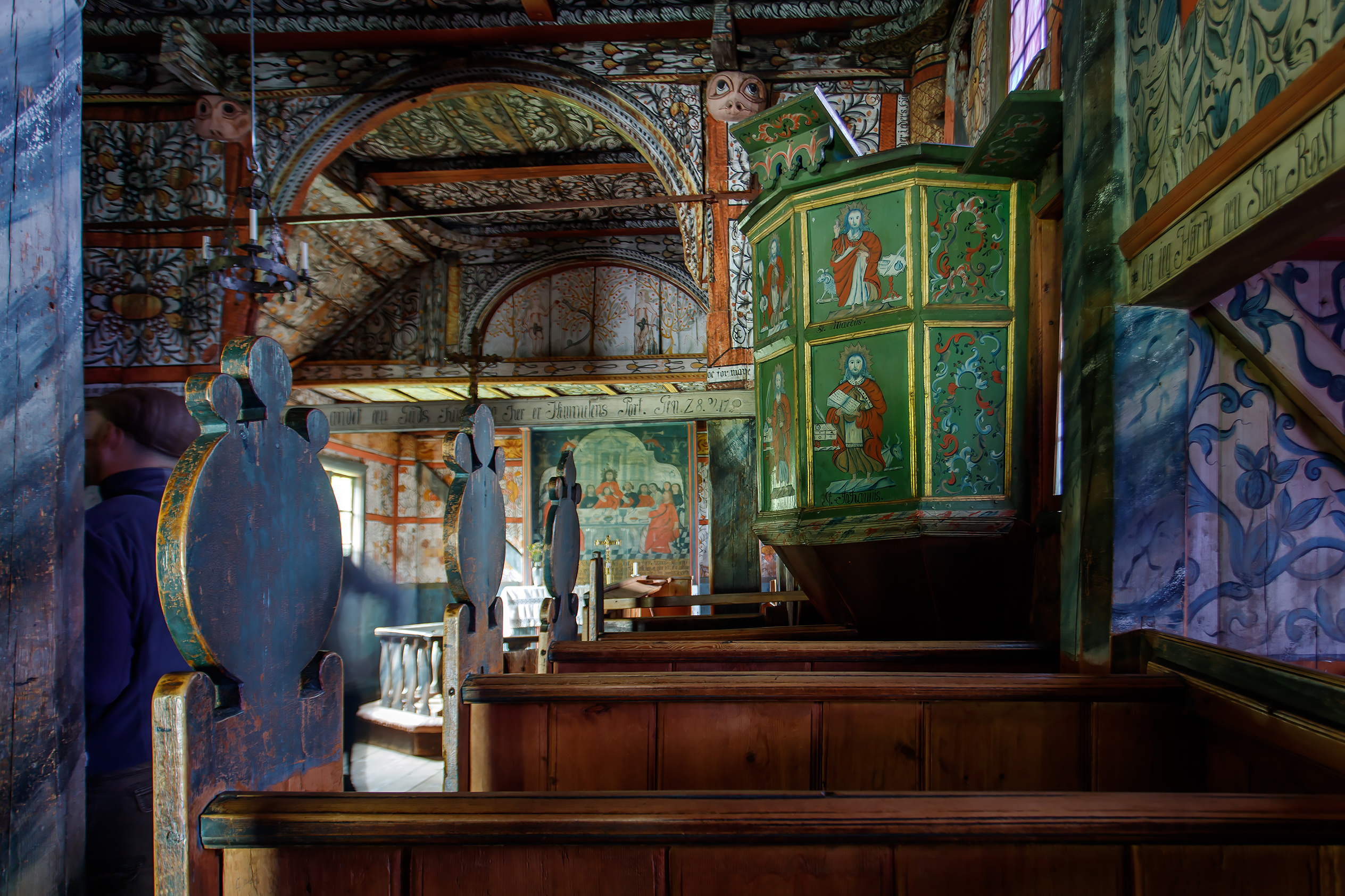
Интерьер ставкирки в Увдале.

Летом церковь доступна как музей. Открыта для посещения с 01.06 по 31.08. Вход платный. 

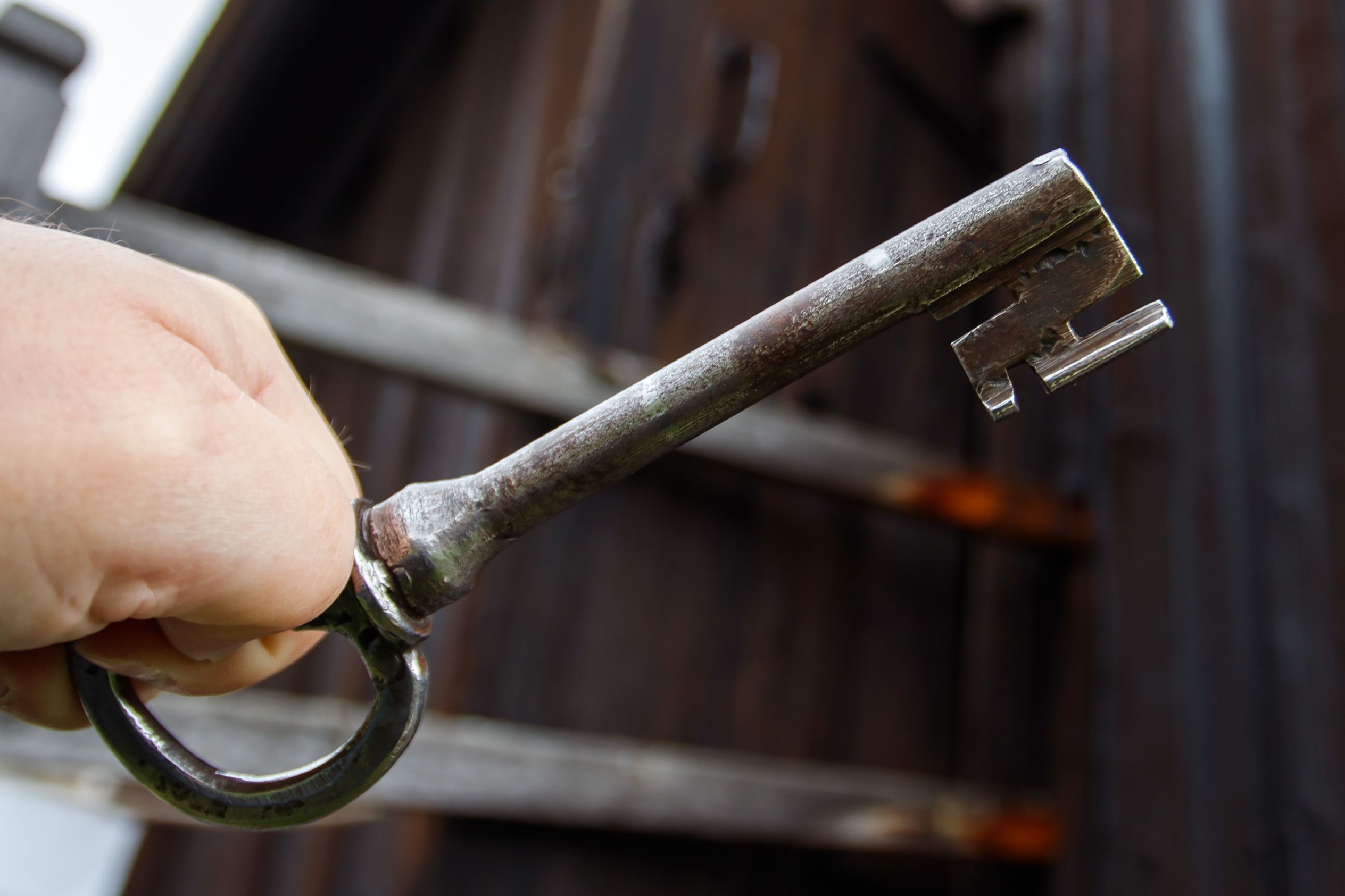
Ключ от ставкирки в Увдале